# Mohawk River (Oregon)
Der Mohawk River ist ein Zufluss des McKenzie River, ungefähr 26 km lang, in West-Zentral-Oregon in den USA. 
Er entwässert Teile der Ausläufer des Kaskadengebirges am Südostende des Willamette Valley nordöstlich von Springfield.
Der Fluss entspringt im nördlichen Lane County etwa 19 km nordöstlich von Springfield. Er fließt hauptsächlich nach Südwesten und mündet von Norden her am Nordende Springfields in den McKenzie River.
Der Fluss gab dem Mohawk-River-Stamm der Kalapuyan den Namen, Indianern, die das Flusstal im 19. Jahrhundert bewohnten. Sie sind nicht mit den Mohawk in den östlichen USA verwandt. 